# Olof Söderbaum
Olof August Söderbaum, född 23 januari 1842 i Hållnäs socken, Uppsala län, död 15 maj 1909 i Sundsvall, var en svensk läkare. Han var bror till Hjalmar Söderbaum.
Söderbaum blev student vid Uppsala universitet 1859, medicine kandidat 1865 och medicine licentiat 1869. Han var distriktsläkare i Vivstavarvs distrikt 1869–1879, provinsialläkare i Örnsköldsviks distrikt 1879–1883 och i Sundsvalls distrikt 1883–1904. Han var under många år järnvägsläkare på linjen Sundsvall–Ånge samt läkare vid Sundsvalls läroverk för flickor. 
Söderbaum var ordförande i Svenska provinsialläkarföreningen 1889–1906 efter att sedan 1885 varit ledamot av dess styrelse. Han var under de senaste åren vice ordförande i stadsfullmäktige, som han tillhört sedan 1889. Han var ledamot av hälsovårdsnämnden samt kyrko- och skolrådet i Sundsvall. Han var under lång tid som representant för Sundsvalls stad ledamot av Västernorrlands läns landsting och ordförande i dess sjukvårdsutskott. Han var inspektor för Sundsvalls högre allmänna läroverk från 1894.